# Rudolf Friedrich Steinfels

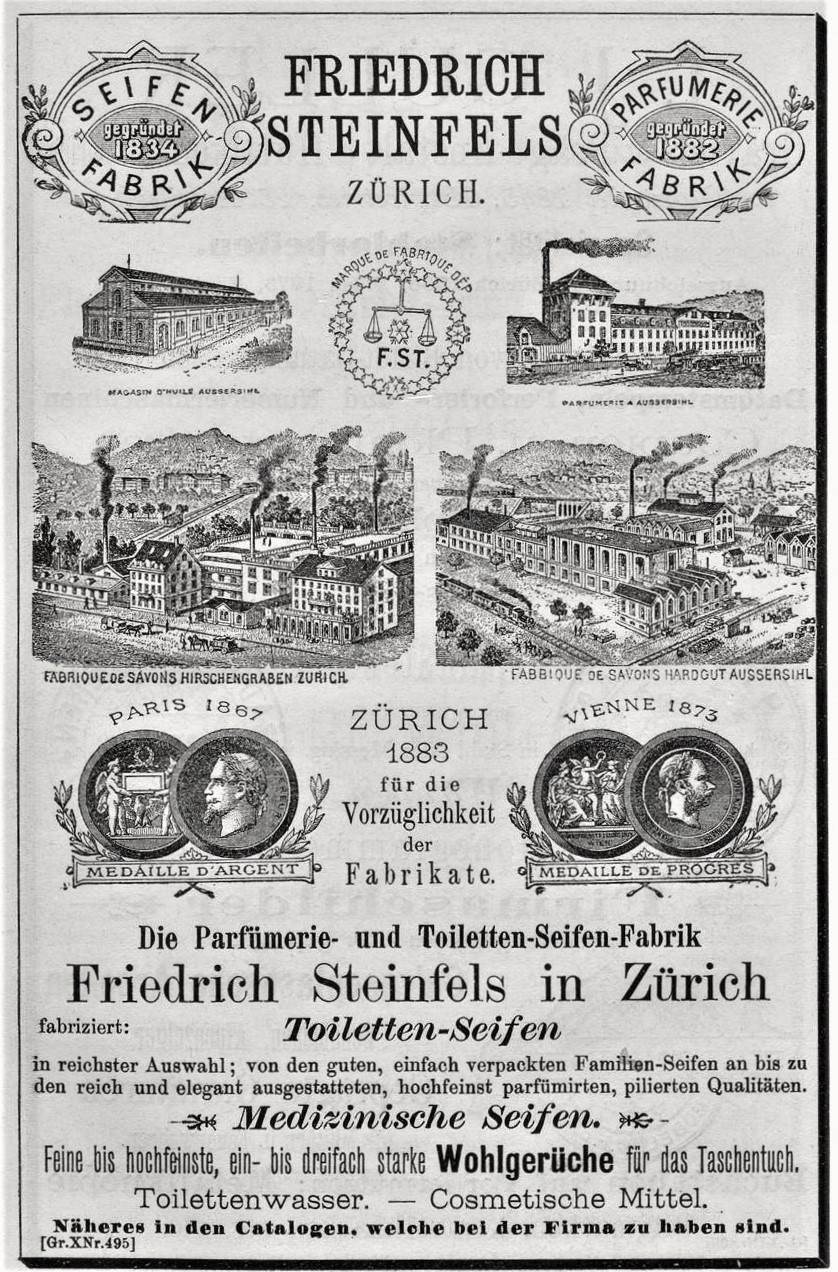
Steinfels-Reklame im Katalog der Gewerbe-Ausstellung Zürich 1894

Rudolf Friedrich Steinfels-Tobler (* 17. September 1808 in Zürich; † 20. November 1872 ebenda) war 1834 Gründer der Seifenfabrik Steinfels und der Parfümerie Steinfels in Zürich.

## Leben
Rudolf Steinfels war Sohn eines Zürcher Metzgers, der nebenbei eine Talgschmelzerei betrieb. 1833 erwarb er nach dem Tod von Heinrich Schulthess dessen Landsitz Unterer Berg, im Jahr darauf einen hinter und seitlich des Hauses gelegenen Streifen Land durch Kreditaufnahme. 1834 gründete er am Hirschengraben in Zürich eine handwerkliche Kerzen- und Seifensiederei. 1849 kaufte er eine weitere Seifenmanufaktur in Mülhausen dazu. Hergestellt wurden Seifen, Parfüms und Kosmetika. 1860 trat sein Sohn Friedrich Steinfels (1837–1898), der in Marseille ausgebildet worden war, als Gesellschafter in das Unternehmen ein und erweiterte die Produktion auf Textil- und Industrieseife. In der Schweizer Armee hatte Steinfels den Rang eines Major der Infanterie. Er war ein Graphiksammler.